# Paissy
Paissy é uma comuna francesa na região administrativa de Altos da França, no departamento de Aisne. Estende-se por uma área de 7,08 km². Em 2010 a comuna tinha 78 habitantes (densidade: 11 hab./km²).